# Кароль Махальський
Кароль Максиміліан Мар'ян Махальський (пол. Karol Maksymilian Marian Machalski; 17 травня 1884, Марманд, Франція — 15 липня 1966, Хожув) — польський інженер-будівельник, педагог. Член політехнічного товариства у Львові, Асоціації інженерів-будівельників Республіки Польща. Віце-президент Асоціації інженерів та техніків Польщі.

## Життєпис
Кароль Махальський народився 17 травня 1884 року в родині Мауриція Махальського та Маргарити з Малдантів. Закінчивши гімназію у Львові, він розпочав навчання на інженерному факультеті Львівської Політехніки, який закінчив у 1910 році. 29 червня 1912 року у Відні одружився з Геленою Дашкевич. Він належав до політехнічного товариства у Львові, у 1917 році був його секретарем. У 1918 році добровольцем брав участь у битві за Львів. 4 червня 1920 року разом із Роман Фельпелем та Збігневом Власичем він заснував будівельну фірму «Спілка інженерів Махальський, Фельпель, Власич» (пол. «Zespół inżynierów Machalski, Völpel, Wlassics»). У Львові мешкав на вулиці Набєляка, 45 (нині — вул. Котляревського).
6 грудня 1925 року він одружився з Зофьєю з Борисевичів, у 1927 році подружжя залишило Львів і оселилося у Хожуві. Після переїзду Кароль Махальський очолював дорожний відділ Сілезьких технічних науково-дослідних інститутів у Катовицях, одночасно був президентом профспілки інженерів і техніків та керував районною асоціацією керівників професійних шкіл. Він був віце-президентом Асоціації інженерів та техніків у Хожуві та членом Асоціації інженерів-будівельників Польської республіки. У 1945 році він брав участь у створенні Державних будівельних шкіл у Битомі. У 1950 році вийшов на пенсію. У Хожуві мешкав на вулиці Домбровського, 16.
Кароль Махальський відійшов у засвіти 15 липня 1966 року. Похований на парафіяльному цвинтарі святої Ядвіги у Хожуві (квадрат А5, 7-й ряд, поховання № 3).